# World Union of Jewish Students

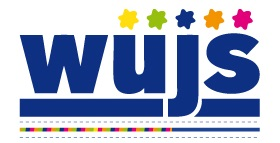
Logo da união.

A União Mundial de Estudantes Judeus, ( em inglês: World Union of Jewish Students) (WUJS) : é uma organização internacional, plural, não partidário, que reúne até 48 associações judias de estudantes independentes nacionais de todo mundo. Foi fundada em 1924 por Hersch Lauterpacht. O objectivo da União Mundial de Estudantes Judeus é fomentar a união dos estudantes judeus em todo mundo e fomentar sua participação no cumprimento das aspirações do povo judeu, sua continuidade, e o desenvolvimento de sua herança religiosa, cultural, e social ". A sede da união encontra-se em Jerusalém, Israel. 